# Rapla (gemeente)
Rapla (Estisch: Rapla vald) is een gemeente in de Estlandse provincie Raplamaa. De gemeente telde 13.453 inwoners op 1 januari 2023 en heeft een oppervlakte van 859,46 vierkante kilometer. De hoofdplaats is de stad Rapla.
De stad Rapla werd in 1241 voor het eerst vermeld. Ze kreeg in 1993 stadsrechten. Tot 2002 vormde de stad Rapla een afzonderlijke gemeente; in dat jaar ging de stad met het omliggende gebied op in de gemeente Rapla vald. In oktober 2017 werden de buurgemeenten Juuru, Kaiu en Raikküla bij Rapla gevoegd.
De kerk van Rapla werd gebouwd in 1901. Veel van het interieur is eeuwen ouder en van grote historische waarde. Op het kerkhof rond de kerk staan grafstenen die uit de 17e eeuw stammen.
In de gemeente ligt een deel van Natuurpark Rabivere.

## Plaatsen
De gemeente telt:
- één plaats met de status van stad (Estisch: linn): Rapla;
- vijf plaatsen met de status van vlek (Estisch: alevik): Alu, Hagudi (vlek), Juuru, Kaiu en Kuusiku;
- 83 plaatsen met de status van dorp (Estisch: küla): Äherdi, Alu-Metsküla, Aranküla, Atla, Hagudi (dorp), Härgla, Helda, Hõreda, Iira, Jalase, Jaluse, Järlepa, Juula, Kabala, Kaigepere, Kalda, Kalevi, Karitsa, Kasvandu, Kelba, Keo, Kodila, Kodila-Metsküla, Koigi, Koikse, Kõrgu, Kuimetsa, Kuku, Kuusiku-Nõmme, Lipa, Lipametsa, Lipstu, Loe, Lõiuse, Lõpemetsa, Mahlamäe, Mahtra, Maidla, Mällu, Metsküla, Mõisaaseme, Nõmme, Nõmmemetsa, Nõmmküla, Oblu, Oela, Ohulepa, Oola, Orguse, Palamulla, Pirgu, Põlliku, Põlma, Purila, Purku, Raela, Raikküla, Raka, Ridaküla, Röa, Sadala, Seli, Seli-Nurme, Sikeldi, Sulupere, Suurekivi, Tamsi, Tapupere, Tolla, Toomja, Tõrma, Tuti, Ülejõe, Ummaru, Uusküla, Vahakõnnu, Vahastu, Väljataguse, Valli, Valtu, Vana-Kaiu, Vankse en Vaopere.

## Spoorlijn
De spoorlijn Tallinn - Viljandi loopt door de gemeente. Hagudi en Rapla hebben een station aan de lijn.

## Geboren in Rapla
- In Rapla: Urmas Sisask (1960-2022), componist en dirigent
- In Raikküla: Jüri Pootsmann (1994), zanger

Landgemeenten: Kehtna · Kohila · Märjamaa · Rapla